# 交響曲第1番 (スタンフォード)
交響曲第1番 変ロ長調は、チャールズ・ヴィリアーズ・スタンフォードが作曲した交響曲。

## 概要
1876年、スタンフォードは作曲コンクールのためにこの交響曲を作曲した。彼はコンクールに準優勝し、5ポンドを獲得した。初演は1879年3月8日にクリスタル・パレスにて行われた。曲はテノールのアーサー・コールリッジ（Arthur Coleridge）に献呈されている。初期の自作に厳しい態度をとっていた彼は、この曲と次の「交響曲第2番」には作品番号を与えなかった。

## 楽器編成
フルート、オーボエ、クラリネット、トランペット、トロンボーン3、チューバ、ティンパニ、小太鼓、シンバル、大太鼓、弦五部

## 演奏時間
約46分

## 楽曲構成
第1楽章 ラルゲット -　アレグロ・ヴィヴァーチェ
ソナタ形式。 5分程度の序奏の後、テンポを上げてクラリネットが第1主題を奏する。第2主題は序奏に基づくものである。華やかなコーダを経て終結する。
第2楽章 スケルツォ レントラー風のテンポで
舞曲風の楽章。2つのトリオが挿入される。
第3楽章 アンダンテ・トランクイロ
弱音器をつけた弦楽器によって優しい旋律が奏でられる。ホルンによる主題にはアイルランドの民謡の影響が窺える。
第4楽章 アレグロ・モルト
力強い同音連打による主題で開始する。この主題を用いたフガートなどの展開を経て、華々しく全曲を結ぶ。